# Landesregierung und Stadtsenat Jonas IV
Landesregierung und Stadtsenat Jonas IV war die Bezeichnung für die Wiener Landesregierung und den Wiener Stadtsenat unter Bürgermeister und Landeshauptmann Franz Jonas zwischen 1964 und 1965. Die Landesregierung Jonas IV amtierte von der Angelobung von Franz Jonas am 11. Dezember 1964 bzw. der Angelobung der Stadträte am 19. Dezember 1964 bis zum Rücktritt von Franz Jonas am 1. Juni 1965. Der Landesregierung Jonas IV folgte die Landesregierung Marek I nach, wobei Marek am 10. Juni 1965 angelobt wurde. Während der Amtszeit der Landesregierung Jonas IV kam es zu keinen personellen Veränderungen in der Landesregierung, die Landeshauptmann-Stellvertreter (ohne Reihung) wurden am 21. Dezember 1965 von der Wiener Landesregierung gewählt.

## Regierungsmitglieder
| Amt                                                                     | Name                   | Partei | Ressorts                                                                       |
| ----------------------------------------------------------------------- | ---------------------- | ------ | ------------------------------------------------------------------------------ |
| Landeshauptmann Bürgermeister                                           | Franz Jonas            | SPÖ    |                                                                                |
| Landeshauptmann-Stellvertreter Amtsführender Stadtrat                   | Johann Mandl           | SPÖ    | Wohlfahrtswesen (Verwaltungsgruppe III)                                        |
| Landeshauptmann-Stellvertreter Vizebürgermeister Amtsführender Stadtrat | Heinrich Drimmel       | ÖVP    | Baubehördliche und sonstige technische Angelegenheiten (Verwaltungsgruppe VII) |
| Vizebürgermeister Amtsführender Stadtrat                                | Felix Slavik           | SPÖ    | Finanzwesen (Verwaltungsgruppe II)                                             |
| Amtsführender Stadtrat                                                  | Hans Bock              | SPÖ    | Personalangelegenheiten, Verwaltungs- und Betriebsreform (Verwaltungsgruppe I) |
| Amtsführender Stadtrat                                                  | Franz Glaserer         | SPÖ    | Wohnungs-, Siedlungs- und Kleingartenwesen (Verwaltungsgruppe IX)              |
| Amtsführender Stadtrat                                                  | Kurt Heller            | SPÖ    | Bauangelegenheiten (Verwaltungsgruppe VI)                                      |
| Amtsführender Stadtrat                                                  | Maria Jacobi           | SPÖ    | Wohlfahrtswesen (Verwaltungsgruppe IV)                                         |
| Amtsführende Stadtrat                                                   | Hubert Pfoch           | SPÖ    | Öffentliche Einrichtungen (Verwaltungsgruppe VIII)                             |
| Amtsführender Stadtrat                                                  | Rudolf Sigmund         | SPÖ    | Allgemeine Verwaltungsangelegenheiten (Verwaltungsgruppe XI)                   |
| Amtsführender Stadtrat                                                  | Otto Glück             | ÖVP    | Gesundheitswesen (Verwaltungsgruppe V)                                         |
| Amtsführender Stadtrat                                                  | Pius Michael Prutscher | ÖVP    | Wirtschaftsangelegenheiten (Verwaltungsgruppe X)                               |
| Amtsführender Stadtrat                                                  | Johann Wollinger       | ÖVP    | Städtische Unternehmungen (Verwaltungsgruppe XII)                              |